# Irvillac
 Irvillac  (en bretón Irvilhag) es una población y comuna francesa, situada en la región de Bretaña, departamento de Finisterre, en el distrito de Brest y cantón de Daoulas.

## Demografía
| 1143 | 983 | 822 | 935 | 1005 | 1011 |
| Para los censos de 1962 a 1999 la población legal corresponde a la población sin duplicidades (Fuente: INSEE [Consultar]) |     |     |     |      |      |